# Michael Lumb
Michael Lumb (Aarhus, 9 januari 1988) is een Deens voormalig betaald voetballer die bij voorkeur in de verdediging speelde.

## Loopbaan
Lumb debuteerde in het betaald voetbal voor Aarhus GF, waarvoor hij meer dan honderd wedstrijden speelde. In november 2009 debuteerde hij in het Deens voetbalelftal. In januari 2010 ging hij naar FK Zenit Sint-Petersburg. Daar kwam hij nauwelijks aan spelen toe. Om spelervaring op te doen, werd hij in juli 2010 voor een jaar aan Feyenoord verhuurd. Ook daar kwam hij te weinig aan bod, zodat Zenit Sint-Petersburg hem in januari 2011 al terughaalde om hem vervolgens voor de rest van het seizoen te verhuren aan Aalborg BK. In januari 2012 volgde een uitleenbeurt aan SC Freiburg. In de zomer keerde hij terug bij Zenit en in januari 2013 stapte hij transfervrij over naar VfL Bochum waar hij voor een half jaar tekende. Daarna stapte hij over naar FC Vestsjælland. In 2015 stapte hij over naar Lyngby BK. Medio 2018 ging Lumb naar AC Horsens. In 2021 speelde hij voor Brøndby IF. Hij besloot zijn loopbaan op het tweede niveau bij Fremad Amager waar hij op 7 maart 2023 een punt achter zijn spelersloopbaan zette.

## Clubstatistieken

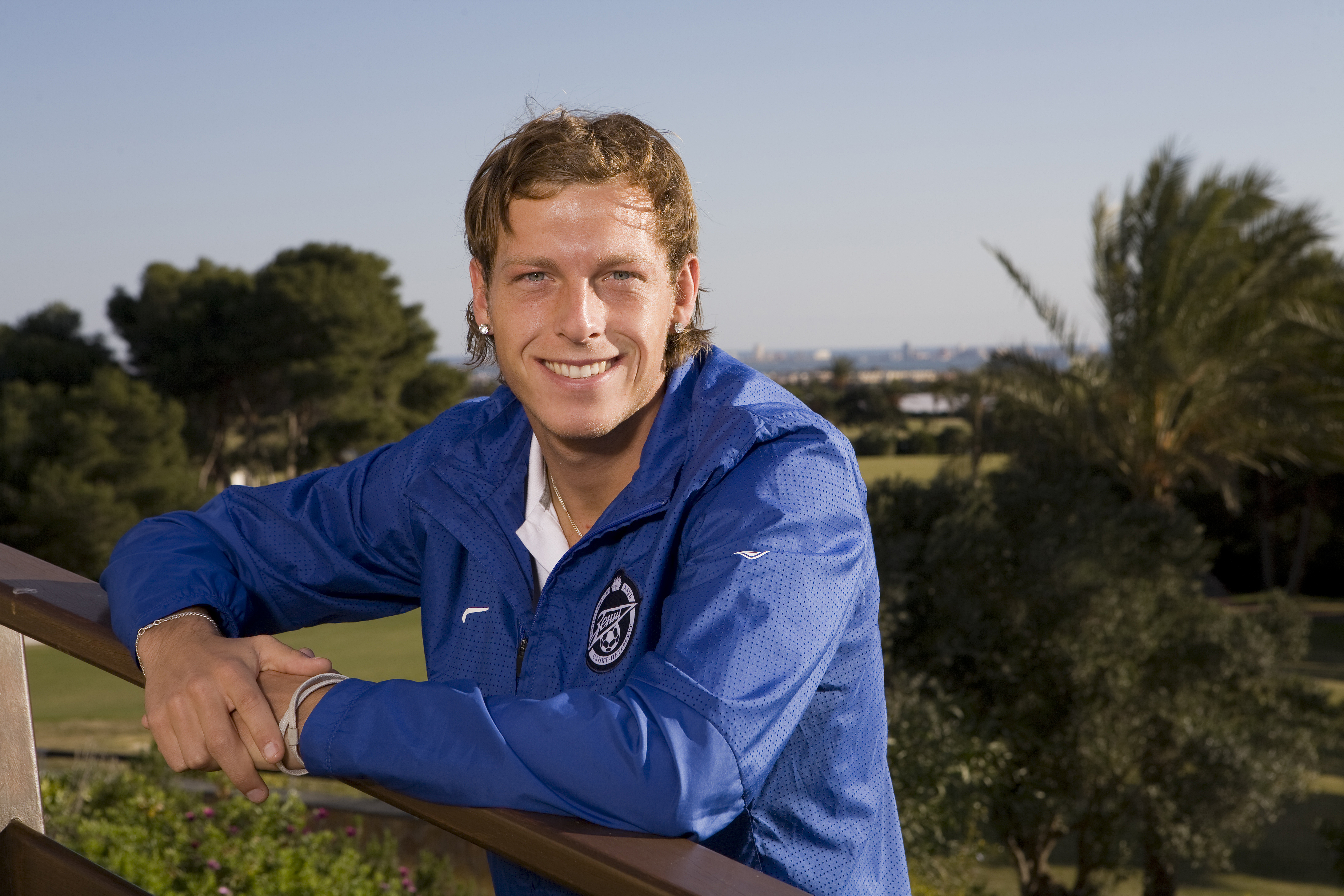
Lumb in 2010

| Seizoen   | Club                     | Competitie    | Duels | Goals |
| --------- | ------------------------ | ------------- | ----- | ----- |
| 2004-2005 | Aarhus GF                | SAS Ligaen    | 1     | 0     |
| 2005-2006 | Aarhus GF                | SAS Ligaen    | 11    | 0     |
| 2006-2007 | Aarhus GF                | 1.division    | 16    | 0     |
| 2007-2008 | Aarhus GF                | SAS Ligaen    | 33    | 0     |
| 2008-2009 | Aarhus GF                | SAS Ligaen    | 19    | 1     |
| 2009-2010 | Aarhus GF                | SAS Ligaen    | 17    | 0     |
| 2010      | FK Zenit Sint-Petersburg | Premjer-Liga  | 2     | 0     |
| 2010-2011 | → Feyenoord (huur)       | Eredivisie    | 2     | 0     |
| 2010-2011 | → Aalborg BK (huur)      | SAS Ligaen    | 14    | 0     |
| 2011-2012 | → SC Freiburg (huur)     | 1. Bundesliga | 6     | 0     |
| 2012      | FK Zenit Sint-Petersburg | Premjer-Liga  | 1     | 0     |
| 2012-2013 | VfL Bochum               | 2. Bundesliga | 13    | 0     |
| 2013-2014 | FC Vestsjælland          | SAS Ligaen    | 29    | 0     |
| 2014-2015 | FC Vestsjælland          | SAS Ligaen    | 8     | 0     |
| 2015-2016 | Lyngby BK                | 1. division   |       |       |